# Kvarnsjön (Gällareds socken, Halland)
Kvarnsjön är en sjö i Falkenbergs kommun i Halland och ingår i Ätrans huvudavrinningsområde.